# William Daniel Phillips
William Daniel Phillips, ameriški fizik, * 5. november 1948.
Phillips je leta 1997 prejel Nobelovo nagrado za fiziko.